# Belfegor
Para la banda de Blackened death metal Belphegor, vea Belphegor (banda).
Belfegor, también escrito Belphegor y Balphegor, (hebreo: בַּעַל-פְּעוֹר baʿal-pəʿōr - Señor, o Baal, de Pe'or, o de la apertura) es el nombre de un demonio de la tradición judía y cristiana. Originalmente es el nombre usado en la Septuaginta (Βεελφεγώρ) y luego en la Vulgata (Beelphegor) para el dios moabita Baal Pe'or. Más tarde fue asignado a un demonio. Como tal, Belfegor forma parte de la religión cristiana y se convirtió en un personaje de la literatura renacentista y la cultura popular moderna.

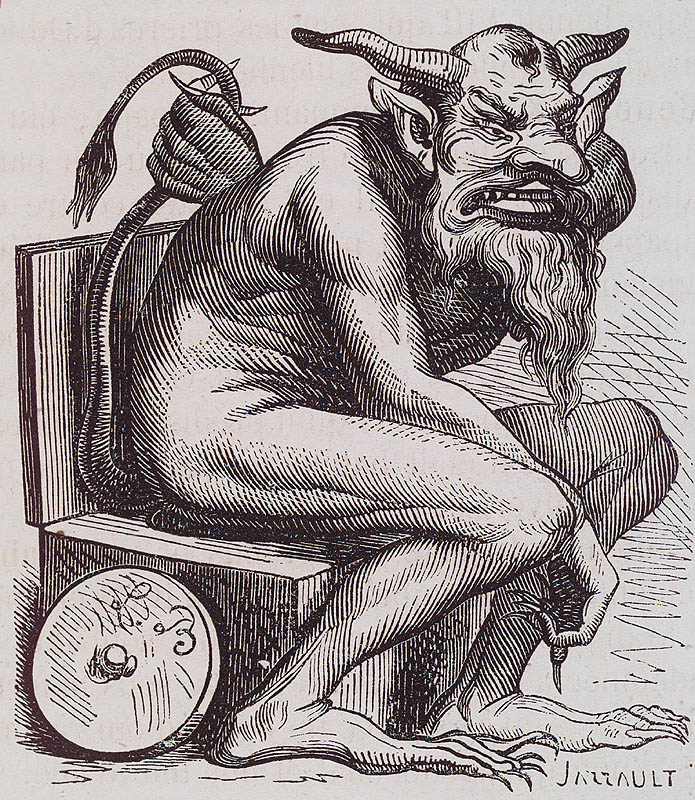
Belfegor, según una ilustración del Diccionario infernal

## Origen e historia

### Baal Pe'or
Como muchos nombres de demonios, Belfegor se origina en el dios cananeo Baal, a través de los relatos de la Biblia. En efecto, Baal Pe'or es el nombre de una divinidad moabita que aparece en el Libro de los Números (25:1-15) y en el Deuteronomio (3:29), cuyo culto tentó a los israelitas antes de entrar a la Tierra Prometida. Baal puede ser entendido como un título, en ese sentido significa "señor", o como el nombre de un determinado dios. En el caso de Baal Pe'or, ignoramos si se trata de una divinidad moabita, de un epíteto de algún otro dios, como Kemosh, o del propio dios Baal venerado en el monte Pe'or. Tampoco se sabe nada de su culto, y las descripciones hechas en tiempos modernos se basan, exclusivamente, en la versión bíblica y en las deducciones de los eruditos posteriores.
Según el relato bíblico, los israelitas, mientras acampaban en Sittim, la llanura de Moab, comenzaron a relacionarse con las mujeres de la región; ellas, entonces, los indujeron a adorar al dios del monte Pe'or. Esta tentación, según textos posteriores, se debió a una sugerencia del profeta Balaam, llamado por el rey Balac de Moab para maldecir a Israel desde la cima del mencionado monte, pero que terminó bendiciéndolo. Al descender de la montaña, Balaam dijo al rey que la única manera de vencer a Israel era corrompiéndolo por medio de la lujuria que lo llevaría a adorar a otros dioses. Aceptó el rey y las mujeres moabitas (madianitas en otra versión) sedujeron a los varones israelitas, llevándolos al culto de Baal Pe'or. Tal idolatría provocó una peste, castigo de Yahweh, que se cobró la vida de más de veinte mil del pueblo hebreo. El episodio termina cuando Moisés ordenó ejecutar a los idólatras y el sacerdote Fineas, nieto de Aarón, mató a un caudillo de la tribu de Simeón que estaba teniendo relaciones con una extranjera madianita. Este relato, creado para desaconsejar el matrimonio con mujeres extranjeras, fue incorporado a la Biblia y con ella el nombre del dios pagano: Baalpeor o Belfegor.

### El demonio Belfegor
En el judaísmo del siglo I a. C., y a partir de él, en el cristianismo posterior, los nombres o epítetos de los dioses canaeos fueron asignados a entidades demoníacas que formaban una especie de reino del mal opuesto al de Dios. En los textos de Qumrán, en los amuletos y en los escritos apócrifos judíos y cristianos, se menciona a numerosos ángeles y demonios cuyos nombres derivan de los dioses canaeos. En este caso, la leyenda contenida en el Libro de los Números y la creencia de que los dioses paganos eran demonios se combinaron para convertir a esta divinidad moabita, cuyo culto todavía existía según los tanaítas, en el demonio Belfegor.
Los autores posteriores desarrollaron al personaje al otorgarle ciertas características específicas. El topónimo Pe‘or fue relacionado con la raíz hebrea פער p‘r que indica apertura, tanto de la boca como de los intestinos. Baal Pe'or, entonces, fue interpretado como 'Señor de la Apertura'. Este sentido es probablemente la fuente de las tradiciones talmúdicas que asocian a Ba‘al Pe‘or con la desnudez y los excrementos. En el Talmud, el tratado ‘Avodah Zarah (3) afirma que Pe'or era usado como letrina y que la adoración de Baal Pe'or consistía en defecar ante el ídolo. En el mismo sentido, el comentarista Rashi señala que Pe'or era llamado así porque descubrían ante él su ano y producían excremento. A partir de la misma raíz, el culto de este dios se asoció con la defloración de las doncellas, en especial porque los pasajes aludidos podían interpretarse como "ruptura de fornicación" (aunque en el contexto fornicar equivale a idolatría) y por ello Baal Pe'or fue identificado con Príapo.
Los exégetas cristianos escribieron numerosas obras acerca de los demonios; para los teólogos como San Agustín o Santo Tomás de Aquino eran agentes del mal contra los cuales los fieles debían tomar precauciones de tipo moral y cultural (conducta virtuosa e invocaciones a Dios). Otros autores, sin embargo, desarrollaron la demonología con descripciones detalladas de los seres infernales a partir de la literatura judía y de las leyendas clásicas, como también de las creencias populares o folklore. Estos escritos son muy detallados, explican los nombres, las apariencias y rasgos de numerosos demonios y si bien nunca fueron completamente aprobados por las iglesias cristianas, gozaron de gran aceptación tanto entre católicos como entre ortodoxos y protestantes. Al mismo tiempo, se desarrolló toda una literatura mágica y esotérica, como los grimorios y tratados de magia, la cual enseñaba la manera de convocar a los malos espíritus; como para ello era necesario (según la teoría de la magia) conocer sus nombres, en tales obras aparecen listados de diablos con su correspondiente invocación. Finalmente, los libros destinados a perseguir la herejìa y la brujería, también suelen contener una especie de ¿quién es quien? en los Infiernos. En todos ellos Belfegor figura de manera prominente.
Son, sin embargo, obras posteriores como Diccionario Infernal de Collin de Plancy, las que sistematizan la demonología y desde ellas personajes como Belfegor son tomados por la literatura y la música. Al mismo tiempo, y por influjo del relato bíblico, los primeros estudiosos de las mitologías semíticas atribuyeron al dios moabita Baal Pe'or, del cual poco se sabe, algunas de las características del demonio de la tradición posterior.

## Apariencia y características
Belfegor aparece en las ilustraciones como un demonio robusto con rostro de anciano, nariz grande, barba larga, cuernos y garras. Siempre se lo representa sentado en una especie de trono que, en realidad, es una letrina.
Peter Binsfeld, obispo alemán del siglo XVI, asignó un demonio principal a cada uno de los siete pecados capitales. La pereza, o más específicamente la acidia, fue considerada como responsabilidad de Belfegor. En el contemporáneo De praestigiis daemonum de Johann Weyer, Belfegor es mencionado como un símbolo de las cavernas donde se arrojaban las ofrendas de un sacrificio.
A partir de estas y otras fuentes, Collin de Plancy escribe en su ya citado Diccionario Infernal:

... demonio de los descubrimientos ingeniosos e inventos. A menudo toma el cuerpo de una mujer joven. Proporciona riquezas. Los moabitas, quienes lo llamaban Baalfegor, lo adoraron en el monte Fegor. Algunos rabinos dicen que era honrado en la letrina y que le ofrecian el residuo de digestión, del cual era merecedor. Es por esta razón que ciertos eruditos ven en Belphégor al dios Crepilus y otros argumentan que es Príapo. - Selden, citado por Banier, afirma que le ofrecían víctimas humanas, cuya carne era devorada por sus sacerdotes. Wierus comenta que él es un demonio que siempre tiene la boca abierta; observación que, sin duda, se debe a  Pégor, que significa, según Leloyer, grieta o hendidura, porque a veces era adorado en cuevas y le arrojaban ofrendas por sus aberturas.
Diccionario infernal, ed. 1863, s. v. Belphegor

## Personaje durante el Renacimiento
Belfegor aparece como protagonista de un cuento (favola) de Maquiavelo; Belfagor arcidiavolo ("Belfegor, el archidiablo") escrito entre 1518 y 1527, pero publicado en 1549. En ese relato, el demonio Belfagor, con el nombre de Rodrigo de Castilla, es enviado a la Tierra por Plutón para comprobar si la vida conyugal es peor que el Infierno. El personaje sirve, entonces, como una manera de criticar desde la sátira, la sociedad de su época.
La obra de Maquiavelo, que también apareció de manera abreviada bajo el nombre de Giovanni Brevio en 1545, y en Le piacevoli notti de Giovanni Francesco Straparola, fue imitada en toda Europa: por Hans Sachs en Der Dewffel nam ain alt Weib zw der Ee, die in vertrieb (1557) y por John Wilson en el drama:Belphegor, or The Marriage of the Devil (1691) .
En el poema de Milton, El Paraíso Perdido, Belfegor es idéntico a Nisroc (forma hebrea de un dios asirio) y, antes de su caída, "el primero de los Principados". Desde entonces se convierte en uno de los más cercanos confidentes de Satanás.

## En la literatura moderna
El escritor francés Arthur Bernède publicó en 1927, Belphégor, le fantôme du Louvre, una popular novela de terror. En ella, Belfgor, como su título lo indica, es un fantasma que, como el Fantasma de la Ópera de Gastón Leroux, habita el museo del Louvre. Con base en esta novela se hicieron cuatro películas.
Es un personaje del cuento Fiesta de cumpleaños de Ariel Cambronero Zumbraro.
El título del segundo libro de la saga El Libro de los Héroes de Antonio Malpica es Nocturno Belfegor.

## En el cine y la televisión
- Belphégor (1927) Serie en cuatro partes de 55 minutos. Dirigida por Henri Desfontaines con Jeanne Berangere, Jeanne Brideau, Alice Tissot, Elmire Vautier y Michele Verly. La serie fue producida por Pathé y restaurada en 1994 por el French Film Institute. En 1996 esta versión se lanzó en Italia con el sello Yamato Video.
- Belphégor o el secreto del Louvre es también el nombre de una exitosa serie de televisión francesa de suspense de 1965, dirigida por Claude Barma y protagonizada por Yves Rénier, René Dary, Juliette Gréco, Christine Delaroche y Sylvie.
- Belphégor, una serie animada de 26 partes de 2001, producida por la emisora francesa France 2.
- Belphégor, le fantôme du Louvre ( Belfagor - El fantasma del Louvre) película de 2001, también conocida con el título de la Máscara del Faraón, dirigida por Jean-Paul Salomé protagonizada por Sophie Marceau, Michel Serrault y Julie Christie.[19]
- Supernatural, Temporada 15 (2020). Es un demonio menor, encargado del área administrativa de las almas que llegan al infierno. Caracterizado por el actor Alexander Calvert, el demonio toma el cuerpo de Jack Kline, un nephilim que acababa de morir asesinado. Aparece en los primeros capítulos ayudando a los protagonistas a combatir a las almas que han escapado y devolverlas al infierno.
- En Digimon existe una criatura llamada Belphemon, el cual tiene dos modos: Su Modo Sueño, en el que permanece dormido[20] y su Modo Rabia, con el que desata todo su poder.[21]Pertenece al grupo de los Siete Grandes Señores Demonio, representando el pecado de la pereza.[22]

## El primo de Belfegor
El número primo de Belfegor, es una secuencia numérica que contiene el número 666.